# Centranthus
Centranthus is een geslacht van bloeiende planten uit de kamperfoeliefamilie. Het bestaat uit kruidachtige planten en dwergstruiken. Het geslacht kent twaalf soorten.
De meeste soorten zijn inheems in Zuid-Europa. Sommige Centranthus-soorten staan bekend als exoot in andere delen van de wereld. Voorbeelden zijn Centranthus ruber in het westen van de Verenigde Staten en Centranthus macrosiphon in West-Australië.

## Soorten
Soorten zijn:

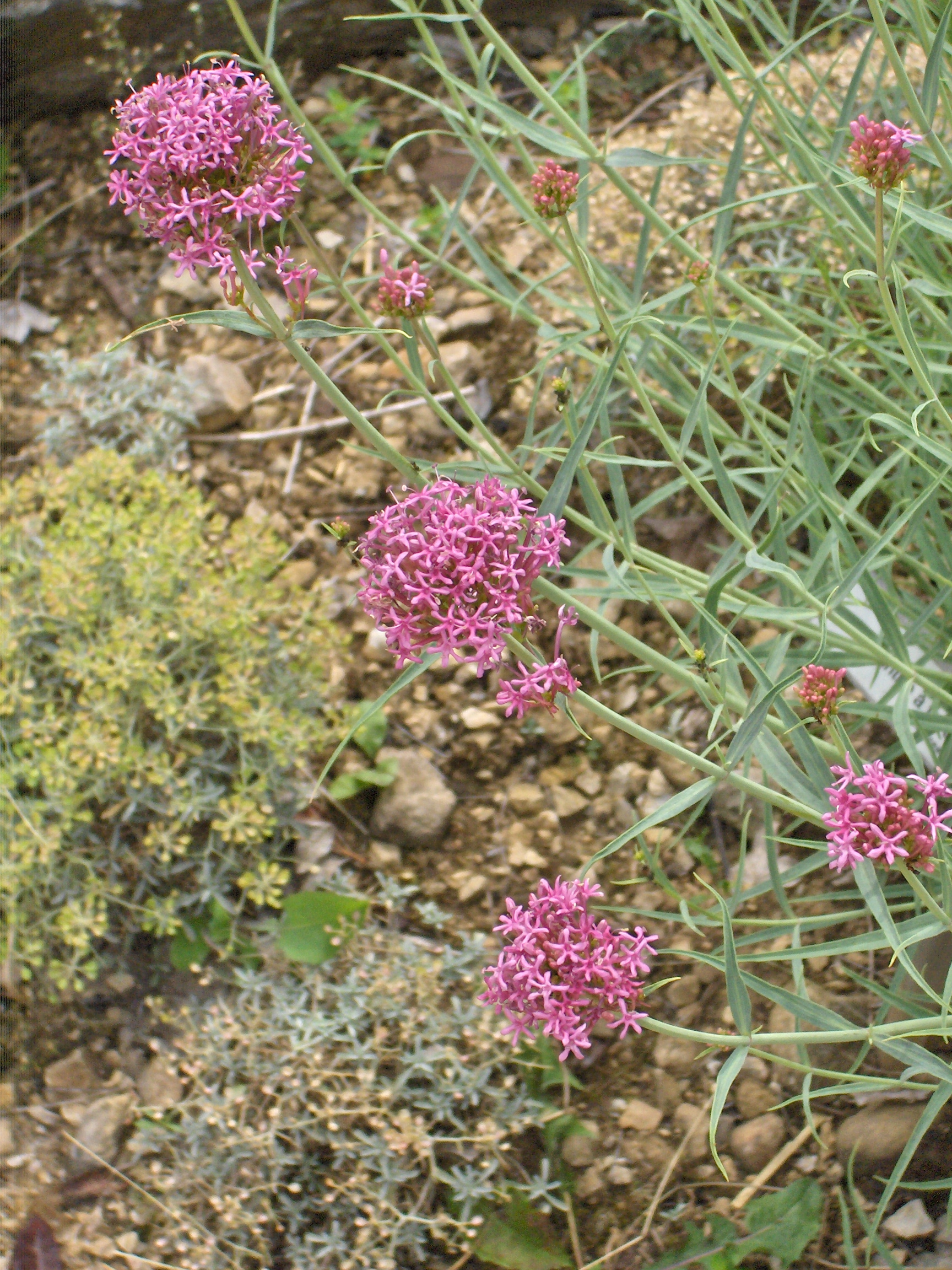
Centranthus angustifolius komt in de Pyreneeën, Zuid-Frankrijk, de Jura en Italië voor.
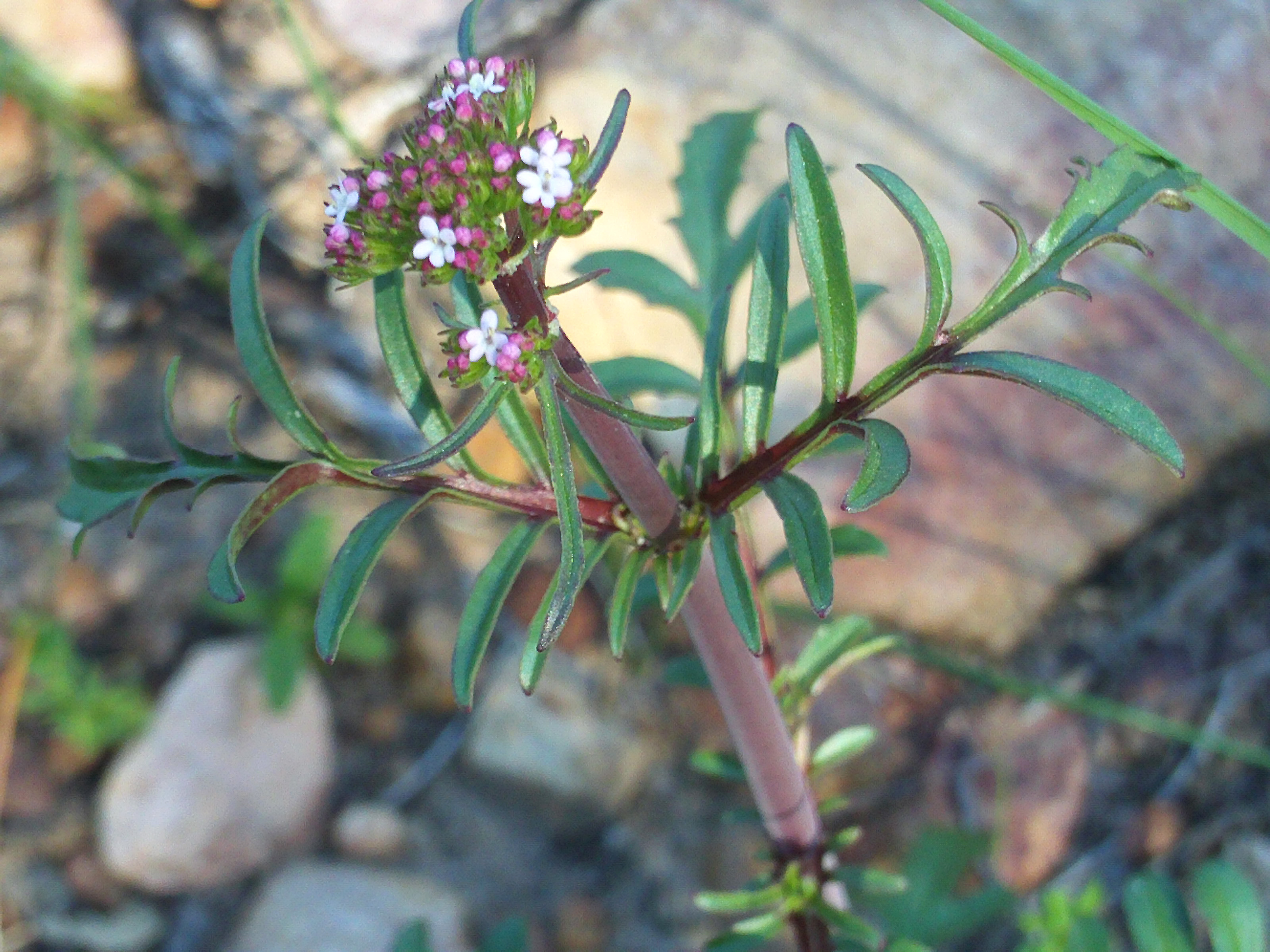
Centranthus calcitrapa heeft het Middellandse Zeegebied bij Klein-Azië als verspreidingsgebied.
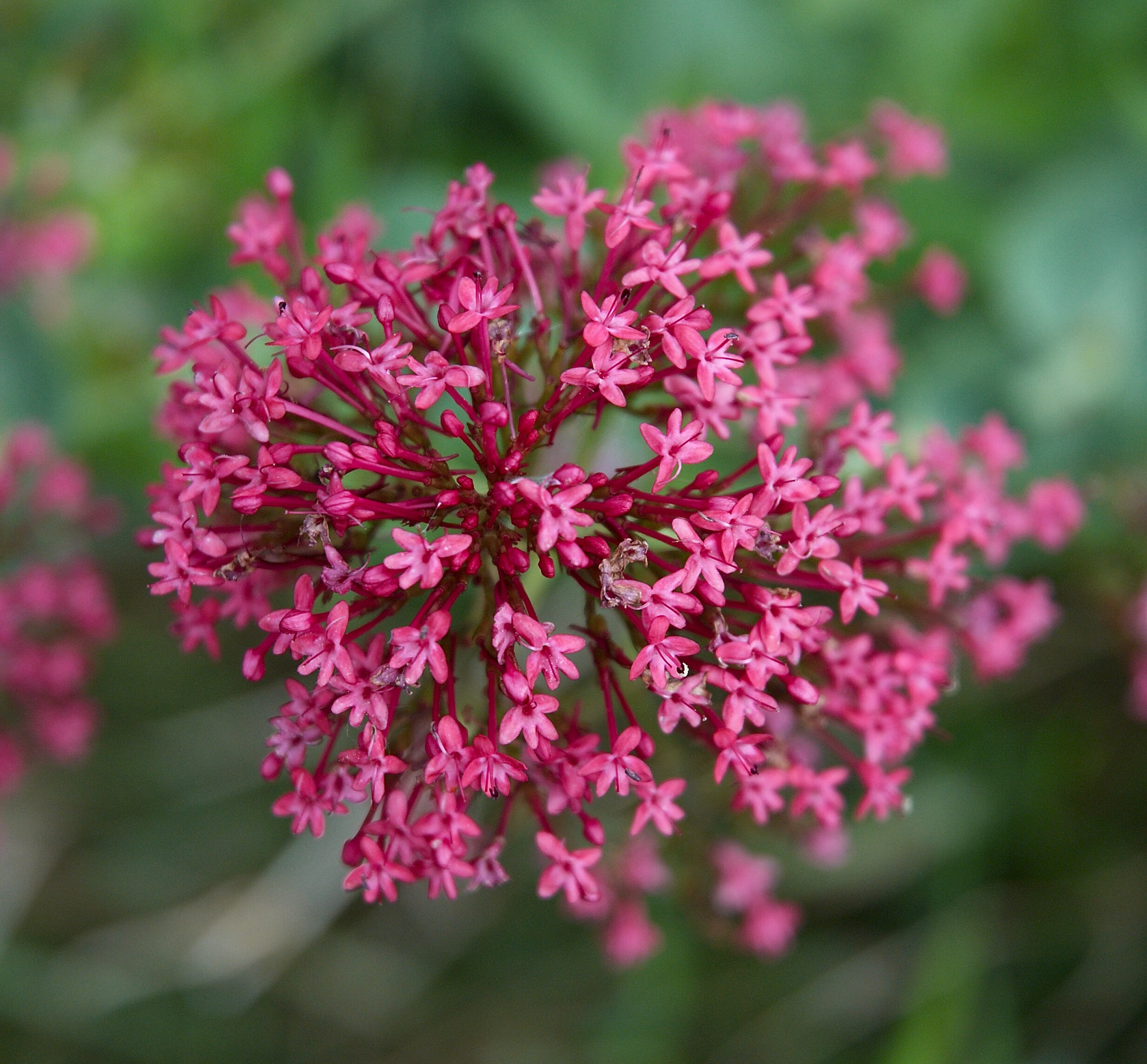
De rode spoorbloem (Centranthus ruber) is inburgerend in België en Nederland.